# Selenicereus inermis
Selenicereus inermis är en kaktusväxtart som först beskrevs av Christoph Friedrich Otto, och fick sitt nu gällande namn av Nathaniel Lord Britton och Joseph Nelson Rose. Selenicereus inermis ingår i släktet Selenicereus och familjen kaktusväxter. Inga underarter finns listade i Catalogue of Life.